# Глостершир (аеропорт)
Аеропорт Глостершир (англ. Gloucestershire Airport) (IATA: GLO, ICAO: EGBJ) — невеликий аеропорт в містечку Чачдаун, Англія (раніше носив назву: аеропорт Ставетон (англ. Staverton Airport)). Він розташований за 6,5 км на захід від Челтнема, поблизу Глостера. Неподалік проходить автомагістраль M5. Він вважається найбільшим аеропортом авіації загального призначення графства Глостершир.
Використання злітно-посадкової смуги (ЗПС) 18/36 було припинено в серпні 2023, після завершення побудови двох нових ЗПС.

## Історія
У 1931 році було відкрито аеродром, названий на честь місцевого села Даун Хатерлі, згодом аеродром було переміщено на нове місце поблизу села Ставертон і перейменовано на Ставертон. Аеродром служив тренувальною базою для пілотів під час Другої світової війни і був відомий як «RAF Staverton». Після війни він використовувався Аланом Кобхемом, під час його роботи над створенням системи дозаправлення в повітрі. Навпроти головного входу досі існує дот, який був частиною оборонних споруд британців часів другої світової. З огляду на близькість аеропорту до Челтнема, він також широко використовувався армією США, зокрема Службою постачання під командуванням генерал-лейтенанта Джона К. Х. Лі, який відповідав за всі функції постачання та адміністративні функції збройних сил США в Британії, починаючи з травня 1942 року.
Після війни Smiths Group, використовувала аеропорт як полігон для випробувань різних літаків. У той же час аеропорт забезпечував регулярні рейси до Нормандських островів, Дубліна та острова Мен. У 1960-х роках, на території аеропорту відкрився музей «Skyfame», присвячений авіації Другої світової війни.
У 1990-х роках поліцейська авіаційна служба та cлужба критичних місій Babcock розмістили гелікоптери та їхні штаб-квартири в Ставертоні. У 1993 році назву летовища було змінено на Аеропорт Глостершира, на знак зростаючої популярності аеропорту, як центру бізнес-авіації в графстві.

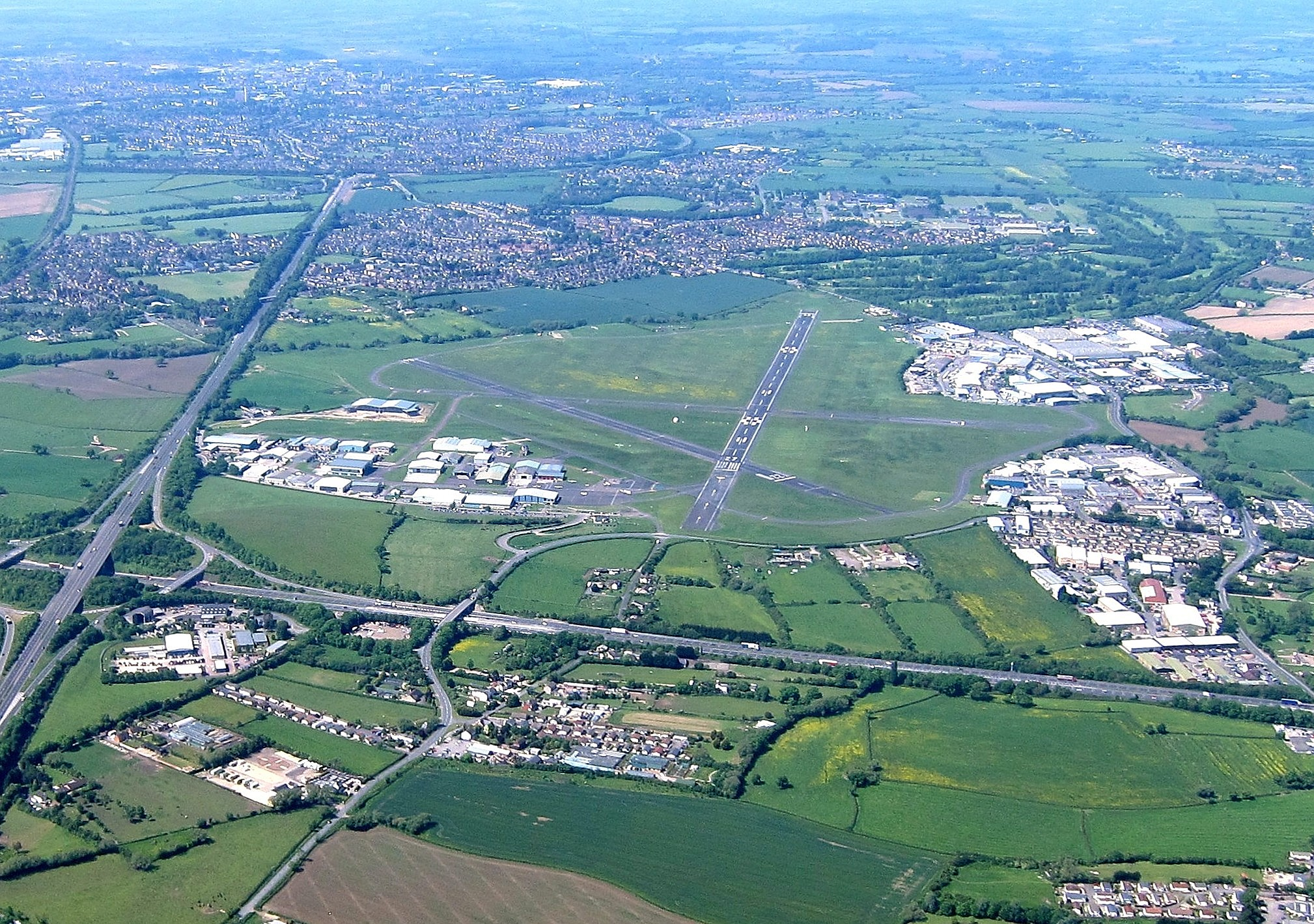
Аеропорт Глостершир, 2017 рік. Зліва на фото, важливий транспортний вузол, перехрестя автомагістралі М5 та.

Протягом 1990-х років Аеропорт Глостершира, був базою для виробництва компанії MidWest, де виробляли серію MidWest AE, однороторних та двороторних авіаційних двигунів Ванкеля для легких літаків.
Між 2013 і 2017 роками компанія Citywing виконувала регулярні рейси з аеропорту, описуючи його як «аеропорт Глостер (M5)» і рекламуючи його як альтернативу аеропортам Бірмінгема, Бристоля і, меншою мірою, аеропорту Оксфорда.

### Розширення
Вперше плани розширення аеропорту були озвучені 2006 року, а 2009 року аеропорту отримав дозвіл на планування робіт з розширення, які включали подовження злітно-посадкової смуги. Плани викликали суперечки та розбіжності серед громадськості та місцевої влади. У березні 2015 року аеропорт Глостершира оголосив, що в найближчі роки планує забезпечити більше рейсів, більше ангарів і більше прибутку в рамках нового бачення транспортного вузла. Бізнес-план передбачає інвестування 6 мільйонів фунтів стерлінгів в розвиток аеропорту, в період між 2015 і 2025 роками.

## Послуги
В аеропорту розташовано кілька аероклубів для приватних пілотів: Bristol Aero Club, Cotswold Aero Club, Staverton Flying School тощо. Люди можуть пройти навчання для отримання ліцензії пілота в аеропорту. Також проводиться навчання комерційних пілотів компаніями Aeros і Skyborne Aviation. JK Helicopter Training і Heli Air також пропонують розважальні польоти на вертольотах. Також в аеропорту базується компанія Little Jet Company, яка має флот бізнес-джетів Citation Bravo і King Air 350, які можна орендувати для перельотів територією Європи. Аеропорт є базовим для авіаперевізника Weston Aviation. В аеропорту є ресторан і бар «The Aviator».

## Авіакомпанії та напрямки
Більшість рейсів в аеропорту Глостершир здійснюються приватними літаками. Раніше авіаперевізник Citywing здійснював щонайменше п'ять рейсів на тиждень, на острів Мен, протягом зимових місяців і до 25 рейсів на тиждень в розпал літнього сезону. В напрямку Джерсі здійснювалось по три рейси на місяць з липня по вереснем. Проте ці послуги припинилися з березня 2017 року, після ліквідації авіакомпанії.